# Baobab australijski
Baobab australijski (Adansonia gregorii F.Muell.) – gatunek drzewa liściastego z rodziny ślazowatych Malvaceae z podrodziny wełniakowych (Bombacoideae). Jest gatunkiem małym, rzadko wyższym niż 10 metrów, nieregularnie ukształtowanym, często wielopniowy i z nieregularną koroną. Jego występowanie jest ograniczone do północno-zachodniej Australii.